# Resonance 2
Resonance 2 druga je kompilacija britanskog glazbenog sastava Anathema. Diskografska kuća Peaceville Records objavila ga je 25. veljače 2002.

## Popis pjesama
| 1.    | »Lovelorn Rhapsody« (iz albuma Serenades)                | 5:49 |
| 2.    | »Sweet Tears« (iz albuma Serenades)                      | 4:12 |
| 3.    | »Sleepless '96« (iz albuma Serenades)                    | 4:31 |
| 4.    | »Eternal Rise of the Sun« (iz albuma Serenades)          | 6:34 |
| 5.    | »Sunset of Age« (iz albuma The Silent Enigma)            | 6:55 |
| 6.    | »Nocturnal Emission« (iz albuma The Silent Enigma)       | 4:18 |
| 7.    | »A Dying Wish« (iz albuma The Silent Enigma)             | 8:12 |
| 8.    | »Hope« (obrada Royja Harpera, iz albuma Eternity)        | 5:54 |
| 9.    | »Cries on the Wind« (iz albuma Eternity)                 | 5:03 |
| 10.   | »Fragile Dreams« (iz albuma Alternative 4)               | 5:32 |
| 11.   | »Empty« (iz albuma Alternative 4)                        | 3:00 |
| 12.   | »Nailed to the Cross / 666« (iz singla We Are the Bible) | 4:10 |
| 64:10 |                                                          |      |